# Los Rábanos
Los Rábanos ist ein Ort und eine zur bevölkerungsarmen Serranía Celtibérica gehörende Gemeinde (municipio) mit nur noch 476 Einwohnern (Stand: 2024) in der Provinz Soria im Osten der autonomen Gemeinschaft Kastilien-León in Spanien. Die Gemeinde besteht neben dem Hauptort Los Rábanos aus den Ortschaften Miranda de Duero, Navalcaballo und Tardajos de Duero.

## Lage
Los Rábanos liegt auf einem Hügel am Duero ca. sechs Kilometer (Fahrtstrecke) südlich der Provinzhauptstadt Soria in einer Höhe von ca. 1020 m; bis nach Logroño sind es gut 85 km in Richtung Nordnordosten. Das Klima ist gemäßigt bis warm; Regen (ca. 511 mm/Jahr) fällt hauptsächlich im Winterhalbjahr.

## Bevölkerungsentwicklung
| Jahr      | 1970 | 1981 | 1991 | 2001 | 2011 | 2021 |
| Einwohner | 1112 | 841  | 677  | 570  | 546  | 496  |

Infolge der Mechanisierung der Landwirtschaft, der Aufgabe bäuerlicher Kleinbetriebe und des daraus resultierenden geringeren Arbeitskräftebedarfs ist die Einwohnerzahl seit der Mitte des 20. Jahrhunderts deutlich zurückgegangen.

## Wirtschaft
Grundlage des Lebens und Überlebens der jahrhundertelang als Selbstversorger lebenden Bewohner von Cigudosa war und ist die Landwirtschaft, zu der natürlich auch die Viehzucht gehört. Einige der leerstehenden Häuser wurden in den letzten Jahrzehnten zu Ferienwohnungen (casas rurales) umgebaut.

## Sehenswürdigkeiten
- Kirche

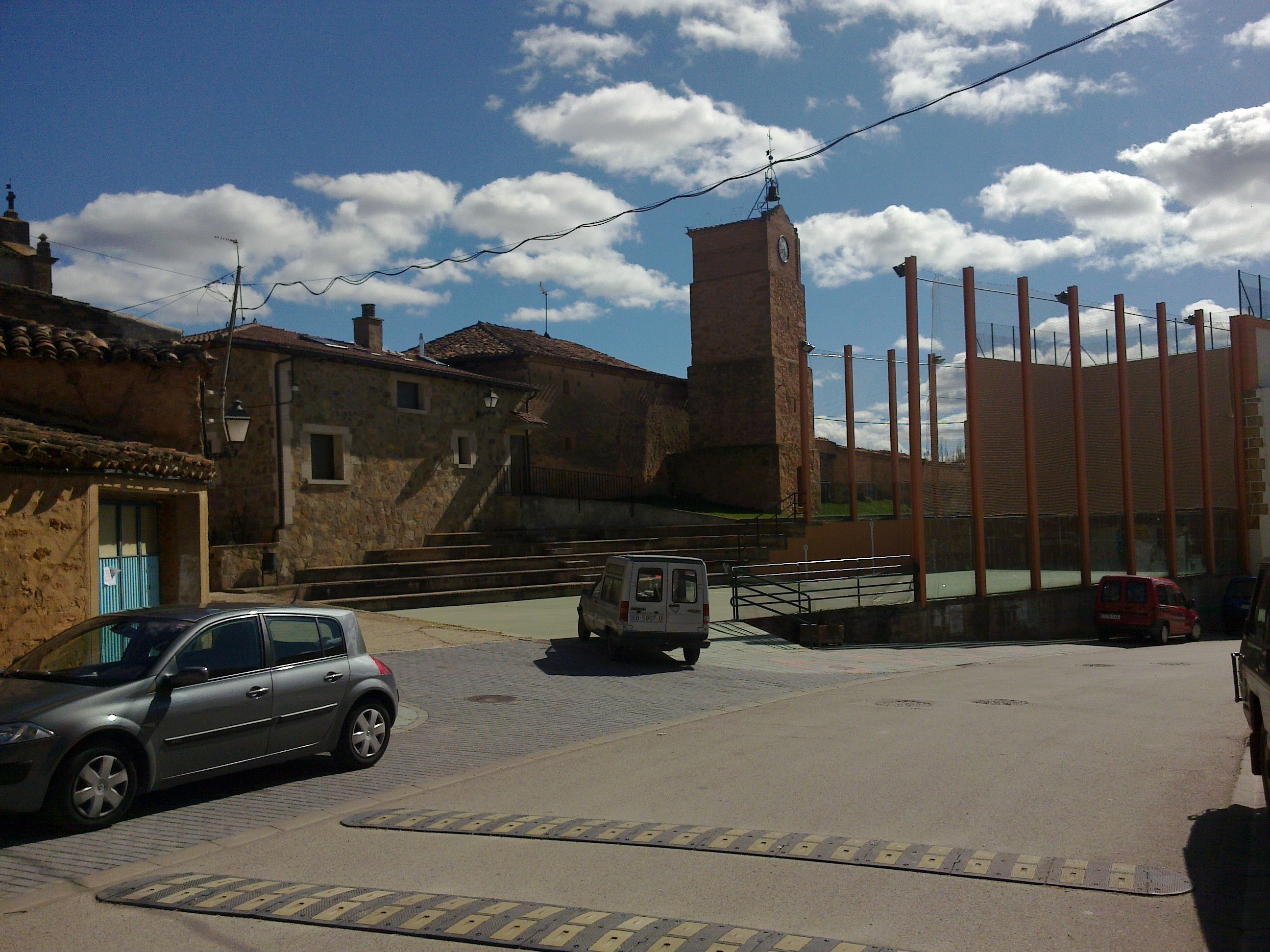
Ort